# George B. Upham
George Baxter Upham (* 27. Dezember 1768 in Brookfield, Worcester County, Province of Massachusetts Bay; † 10. Februar 1848 in Claremont, New Hampshire) war ein US-amerikanischer Politiker. Zwischen 1801 und 1803 vertrat er den Bundesstaat New Hampshire im US-Repräsentantenhaus.

## Werdegang
George Upham war der jüngere Bruder von Jabez Upham (1764–1811), der zwischen 1807 und 1810 den Staat Massachusetts im Kongress vertrat. Er war außerdem ein Cousin von Charles Wentworth Upham (1802–1875), der zwischen 1853 und 1855 für Massachusetts im Kongress saß. George Upham besuchte die öffentlichen Schulen seiner Heimat und die Phillips Exeter Academy in Exeter. Danach studierte er bis 1789 an der Harvard University. Nach einem anschließenden Jurastudium und seiner 1792 erfolgten Zulassung als Rechtsanwalt begann er in Claremont in diesem Beruf zu praktizieren.
Politisch war Upham Mitglied der Föderalistischen Partei. Zwischen 1796 und 1804 war er Bezirksstaatsanwalt im Cheshire County. Bei den Kongresswahlen des Jahres 1800, die staatsweit abgehalten wurden, wurde Upham für das erste Abgeordnetenmandat von New Hampshire in das US-Repräsentantenhaus in Washington gewählt. Dieses trat er am 4. März 1801 an. Da er im Jahr 1802 auf eine weitere Kandidatur verzichtete, konnte er bis zum 3. März 1803 nur eine Legislaturperiode im Kongress absolvieren.
In den Jahren 1804 bis 1813 sowie im Jahr 1815 war er Abgeordneter im Repräsentantenhaus von New Hampshire. 1809 und 1815 war er jeweils Speaker dieser Kammer. Im Jahr 1814 gehörte er auch dem Senat von New Hampshire an. Danach war er wieder als Rechtsanwalt tätig. Upham stieg zudem noch in das Bankgeschäft ein. Er starb am 10. Februar 1848 in Claremont.